# KYT Newsリアルタイム
『KYT NEWSリアルタイム』（ケイワイティー ニュースリアルタイム）は、2006年4月3日から2010年3月26日まで鹿児島読売テレビ（KYT）で放送されていたローカルニュース番組である。

## 放送時間

### 平日
- 17:50 - 18:55（2006年4月 - 2006年9月）
- 17:48（番組表上では17:45） - 18:55（2006年10月 - 2006年12月）
- 17:45 - 18:55（2007年1月 - 2007年9月28日）
- 17:48 - 18:55（2007年10月1日 - 2008年9月26日） - 2008年8月以降は17:50開始になることが多かった。
- 17:50 - 18:55（2008年9月29日 - 2010年3月26日）

### 土曜日
- 18:00 - 18:30（2006年4月以降） - 『NNN Newsリアルタイム・サタデー』、ローカルニュースは18時20分30秒から。
- 17:30 - 18:00（2009年4月以降） - 『NNN Newsリアルタイム・サタデー』、ローカルニュースは17時50分30秒から。

## タイムテーブル

### 平日（2009年3月時点）
- 17:50:00 - NNN Newsリアルタイム・全国ニュース
- 18:16:00 - KYT Newsリアルタイムオープニング
- ▽県内のニュース▽特集▽天気予報
- 18:37:30 - リアルSPORTS（東京から）
- ▽県内のニュース▽季節の話題をバックに
- 18:50:25 - 終了
- 18:52:55 - 5秒エンディング

## キャスター

### 番組終了時のキャスター
土曜日や年末には、内田と山下以外のKYTアナウンサーがシフト勤務で担当していた。番組終了時のキャスターは後番組『KYT news every.』にも続投。
- 内田直之 - メインキャスター。
- 山下香織 - メインキャスター。
- 岡本善久 - サブキャスター。
- 竹ノ内靜明（気象予報士）

### 途中降板したキャスター
| 期間      | 期間      | 男性     | 女性       |
| --------- | --------- | -------- | ---------- |
| 2006.4.3  | 2007.9.21 | 蛭川雄二 | 徳住有香   |
| 2007.9.24 | 2008.3.28 | 蛭川雄二 | 近藤久美子 |
| 2008.3.31 | 2009.10.2 | （不在） | 近藤久美子 |
| 2009.10.5 | 2010.3.26 | 内田直之 | 山下香織   |

- 鬼頭里枝 - 金曜日の「お出かけお天気」担当。2007年3月まで出演。

## コーナー

### 番組末期のコーナー
リアル特集（不定期）
鹿児島の道路ここを直して!（月1回）
西日本高速道路・鹿児島県警察・国土交通省などに道路や標識の改善を要求するコーナー。担当は岡本善久。『KYTニュースプラス1』時代から続くコーナーで、2007年5月に100回を迎えた。
知ットク!（毎週金曜日→毎週木曜日（新・知っトク!）→2008年4月より毎週金曜日（「新」が外れる））
アナウンサーがハンディカメラを手にして店などをリポート。『ニュースプラス1』時代にあった同様のコーナー「得トク隊」をリニューアルしたものである。
リアルウォッチ（毎週木曜日・2009年10月8日から）
日本テレビの同名コーナーとは内容が異なり、キャスターが自ら取材を行うコーナーである。
リアルSPORTS（毎日・2008年3月17日から）
日本テレビ発の全国のスポーツニュースを18時37分から同時ネット。

### 途中で終了したコーナー
週末ナビ（毎週金曜日・2008年3月まで）
高橋友希と竹ノ内靜明が県内各地へ出向き、現地での週末情報を担当者を招いて伝えていたコーナー。フレスポジャングルパークからの中継が多かった。天気予報もここから放送。
エンタメSPORTS
ワールドカップ2006開催期間中のみ、オープニングタイトルと後半部分を除いてネット。『ニュースプラス1』時代にもネットしていたが、KYTで独自にコーナー名を変更したためか打ち切り扱いのため、オープニングタイトルを流さない。
おしえてかごデジ（2006年11月）
同年12月1日からKYTでも地上デジタル放送が行われるのに合わせ、地上デジタル放送推進大使である徳住有香が視聴者などからの疑問・質問に答えていたコーナー。
50円クッキング
料理コーナー。当初は水曜に放送されていたが、後に木曜に変更。2009年9月まで本番組内で放送された後、同年10月に日曜昼前のミニ番組として単独番組化した。タイトルは『行長万里の50円クッキング』→『行長万里のsu+mart Cooking』。

## 歴代エンディング曲
- 初代
  - I'll be there （CANCION、2006年4月3日以降）
- 2代
  - きずな（川野静香、2006年8月14日以降） - 『24時間テレビ』KYTローカルパートの2006年用テーマソングとしても使用。
- 3代
  - ホームタウン（福井静、2006年10月2日以降）
- 4代
  - すばらしい世界（SOUTH BLOW、2006年12月1日以降） - 年末短縮版でも使用。
- 5代
  - 春色（大山百合香、2007年4月2日以降）
- 6代
  - また帰るから（アンダーグラフ、2007年4月30日以降）
- 7代
  - 特攻花（dokidoki、2007年8月1日以降） - 『24時間テレビ』KYTローカルパートの2007年用テーマソングとしても使用。
- 8代
  - 月の雫（我那覇美奈、2007年10月1日以降） - 年末短縮版では未使用。
- 9代
  - 地球兄弟（中孝介、2008年1月7日以降）
- 10代
  - ゆらゆら（多和田えみ、2008年3月31日以降）
- 11代
  - やさしいうた（元ちとせ、2008年7月30日・8月1日）
- 12代
  - 不明（絆中孝介、2008年7月31日）
- 13代
  - promising （FatProp、2008年8月4日以降） - 『24時間テレビ』KYTローカルパートの2008年用テーマソングとしても使用。
- 14代
  - 不明（中孝介、2008年12月26日）
- 15代
  - 不明（2009年1月5日以降）
- 16代
  - 東京タワー（矢野真紀、2009年3月30日以降）
- 17代
  - ありがとう〜知覧よりの手紙〜（千綿偉功、2009年7月1日以降）
- 18代
  - NEWSリアルタイム エンディング NNN（2009年10月5日以降）